# 纺织码头

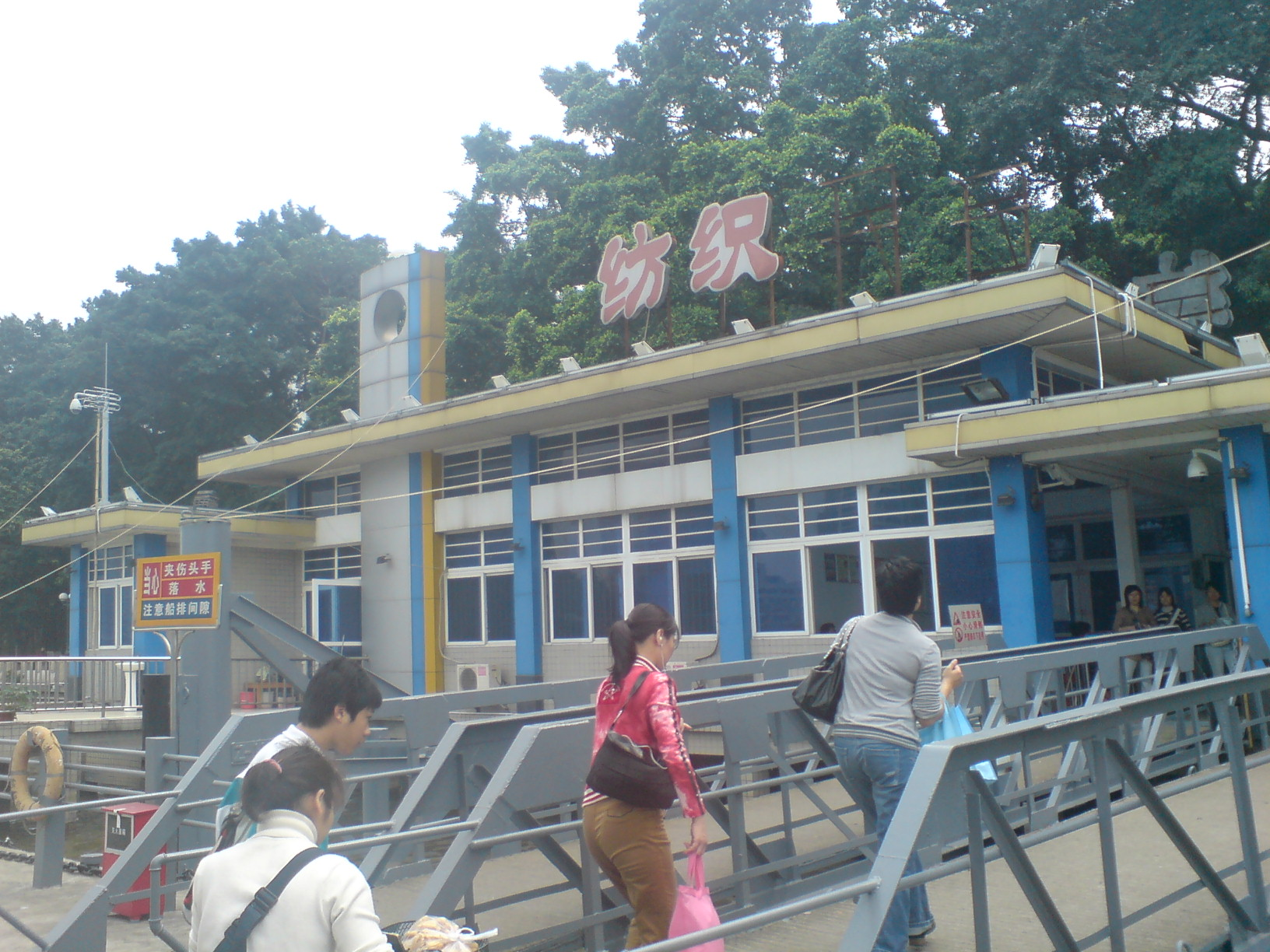
紡織碼頭

紡織碼頭，是中國廣州市海珠區珠江沿岸的一個客運渡輪碼頭。位於河南濱江中路，佔地約130平方米。

## 歷史及特色
纺织码头，於1964年改建，取名自附近紡織路和原廣東紡織廠。2002年，广州市改造沿江碼頭，此碼頭是其中一座被保留下來的舊碼頭之一。